# Lennox Kilgour
Lennox Kilgour, né le 15 avril 1927 et mort en 2004, est un haltérophile trinidadien.

## Carrière
Lennox Kilgour participe aux Jeux olympiques d'été de 1952 et  remporte la médaille de bronze dans la catégorie des 82,5-90 kg.